# San Mar (Maryland)
San Mar es un lugar designado por el censo ubicado en el condado de Washington en el estado estadounidense de Maryland. En el Censo de 2010 tenía una población de 384 habitantes y una densidad poblacional de 328,02 personas por km².

## Geografía
San Mar se encuentra ubicado en las coordenadas 39°33′9″N 77°38′27″O / 39.55250, -77.64083. Según la Oficina del Censo de los Estados Unidos, San Mar tiene una superficie total de 1.17 km², de la cual 1.17 km² corresponden a tierra firme y (0%) 0 km² es agua.

## Demografía
Según el censo de 2010, había 384 personas residiendo en San Mar. La densidad de población era de 328,02 hab./km². De los 384 habitantes, San Mar estaba compuesto por el 95.57% blancos, el 2.6% eran afroamericanos, el 0% eran amerindios, el 0% eran asiáticos, el 0% eran isleños del Pacífico, el 0.26% eran de otras razas y el 1.56% pertenecían a dos o más razas. Del total de la población el 2.08% eran hispanos o latinos de cualquier raza.